# Halticopteroides
Halticopteroides is een geslacht van vliesvleugeligen uit de familie Pteromalidae. De wetenschappelijke naam van dit geslacht is voor het eerst geldig gepubliceerd in 1913 door Girault.

## Soorten
Het geslacht Halticopteroides omvat de volgende soorten:
- Halticopteroides exemae Boucek, 1993
- Halticopteroides pax Girault, 1913